# 查佩爾蒂克
查佩爾蒂克（西班牙語：Chapeltique），是薩爾瓦多的城鎮，位於該國東部，由聖米格爾省負責管轄，面積103.55平方公里，海拔高度184米，2007年人口10,728，人口密度每平方公里103.6人。
13°38′N 88°16′W / 13.633°N 88.267°W